# Aegis Trust
L'Aegis Trust est une ONG britannique fondée en 2000 qui milite pour prévenir le génocide dans le monde. Installé au Holocaust Centre du Royaume-Uni, qui a ouvert ses portes en 1995, l'Aegis Trust coordonne le groupe parlementaire multipartite sur la prévention du génocide au Royaume-Uni, finance le groupe de prévention du génocide (Canada) et est responsable du Kigali Genocide Memorial Centre au Rwanda, qui commémore le génocide de 1994 et est au cœur de l'éducation d'une nouvelle génération sur les dangers de la division ethnique. 

## Historique
L'Aegis Trust a été fondé par les frères James et Stephen Smith, dans le prolongement de leur création de Beth Shalom, le UK Holocaust Memorial Centre, en 1995. Le déclenchement de la crise du Kosovo en 1999 a été le catalyseur du développement d'Aegis. Troublés par la répétition de la violence génocidaire, les Smith ont répondu en lançant un appel à l'aide régionale dans les East Midlands. En 2002, Aegis a organisé une conférence conjointe avec le Foreign and Commonwealth Office. Le travail d'Aegis comprend trois volets, soit l'éducation, la protection et le soutien aux survivants.

## Prix Aegis Trust
Créé en 2002 par l'Aegis Trust, le prix Aegis Trust est décerné « pour l'altruisme, l'ingéniosité et la bravoure dans la préservation de la valeur de la vie humaine ». Le prix est destiné à honorer des personnes qui, par des actions en désaccord de la majorité, démontrent un respect pour la vie humaine qui transcende l'idéologie, la politique, l'opportunité, les intérêts personnels ou professionnels et même la sécurité personnelle, dans des circonstances où la vie des gens est menacée en raison de leur identité en tant que membre d'un groupe soumis à des violences de masse. Le prix reconnaît la préservation de la valeur de la vie humaine, plutôt que la préservation de la vie elle-même. Il s'agit des valeurs et du courage derrière un ensemble d'actions, plutôt que du succès ou de l'échec objectif de ces actions pour atteindre le résultat escompté. Le prix est décerné sur la base du mérite personnel, même si le récipiendaire était à l'employé par une organisation au moment de la reconnaissance des actions. Le prix consiste en un diplôme, le médaillon « Aegis » et une somme d'argent. Le prix est international et peut être remis à n'importe qui, n'importe où. 
Le lieutenant-général canadien Roméo Dallaire est le récipiendaire du premier prix Aegis, pour ses efforts, en tant que commandant de la force des Nations unies au Rwanda, pour empêcher ou limiter le génocide rwandais de 1994, bien que ses supérieurs lui aient ordonné à trois reprises de se retirer. Le prix a été remis au général par Peter Hain, alors ministre d'État aux Affaires étrangères du Royaume-Uni, au Westminster Central Hall à Londres « symbolique comme lieu de la toute première Assemblée générale des Nations unies en 1946 ».

## STAND
STAND (anciennement connu sous le nom de Students Taking Action Now: Darfur) est un groupe de militants étudiants qui a fusionné avec l'Aegis Trust en avril 2015. Fondé en 2003 à l'université de Georgetown en tant que division dirigée par les étudiants de United to End Genocide,, STAND s'oppose à la violence en Birmanie, en République démocratique du Congo, au Soudan, au Soudan du Sud et en Syrie.